# Boleophthalmus birdsongi
Boleophthalmus birdsongi és una espècie de peix de la família dels gòbids i de l'ordre dels perciformes.

## Morfologia
- Els mascles poden assolir 7,6 cm de longitud total.[4]

## Hàbitat
És un peix de clima tropical i demersal.

## Distribució geogràfica
És un endemisme d'Austràlia.

## Observacions
És inofensiu per als humans.